# ①ティーネイジブルース
『①ティーネイジブルース』（いちティーネイジブルース）は、小川真奈の1枚目のアルバム。

## 概要
- キャナァーリ倶楽部の小川の初のソロアルバムはシャ乱Qのはたけが作曲を担当した「一人ぼっちの私」はリードトラック、中島卓偉が作曲を担当した「ティーネイジブルース」はアルバムタイトル曲として収録した。
- 「元気になれっ!」はテレビアニメ「極上!!めちゃモテ委員長」のオープニングテーマで北神未海 with MM学園合唱部名義で歌った楽曲を小川真奈として歌い直した音源であり、原曲とは編曲も違っている。

## 収録曲
1. 一人ぼっちの私
  - 作詞：つんく、作曲：はたけ、編曲：大久保薫
2. ティーネイジ ブルース
  - 作詞：つんく、作曲：中島卓偉、編曲：板垣祐介
3. 元気になれっ!（Album Version）
  - 作詞・作曲：二十九先生（軽音楽部顧問）、編曲：板垣祐介
4. Keep on dreamin'!
  - 作詞・作曲：つんく、編曲：板垣祐介
5. ジェラシーというかなんというか
  - 作詞・作曲：つんく、編曲：板垣祐介
6. 全部 ウソじゃないよ
  - 作詞・作曲：つんく、編曲：板垣祐介
7. 大空に向かって
  - 作詞：つんく、作曲：中島卓偉、編曲：板垣祐介
8. 眩しい勇気を胸に秘めて
  - 作詞・作曲：つんく、編曲：板垣祐介
9. MAP〜未来の地図〜
  - 作詞・作曲：つんく、編曲：大久保薫
10. スッピンロック 
  - 作詞・作曲：つんく、編曲：山崎淳